# Sonnighorn
Sonnighorn är en bergstopp på gränsen mellan Italien och Schweiz, 110 km söder om Bern. Toppen på Sonnighorn är 3 487 meter över havet, eller 338 meter över den omgivande terrängen. Bredden vid basen är 4,9 km.
Terrängen runt Sonnighorn är huvudsakligen mycket bergig. Runt Sonnighorn är det mycket glesbefolkat, med 5 invånare per kvadratkilometer.. Närmaste större samhälle är Saas-Fee, 8,2 km nordväst om Sonnighorn. 
Trakten runt Sonnighorn består i huvudsak av gräsmarker.